# 秦郡 (六朝)
秦郡，中国古代的郡。
东晋晋安帝时改堂邑郡侨置秦郡，治所在尉氏县（今江苏省南京市六合区）。属豫州。南朝宋元嘉八年（431年）改属南兖州，治所在秦县（今江苏六合西北）。辖境约当今江苏省南京市六合区和安徽省天长市西部地。南齐永明元年（483年）废。梁朝复置。南陈太建五年（573年）改为秦州。北周改六合郡。 